# Боровский проезд
Бо́ровский проезд — проезд в Москве в Западном административном округе в районе Солнцево.
Боровский проезд отходит от чётной стороны Боровского шоссе и заканчивается также неподалёку от этого шоссе. Проезд пересекается с Попутной улицей, от него отходит Наро-Фоминская улица.
Ближайшая железнодорожная платформа — станция Солнечная Киевского направления Московско-Смоленского региона Московской железной дороги.

## Происхождение названия
Боровский проезд назван 5 апреля 1988 года по пролегающему рядом Боровскому шоссе, которое в свою очередь было названо по городу Боровску. Ранее проезд представлял собой часть Боровского шоссе.